# Вібраційне буріння
Вібраційне буріння — спосіб буріння, при якому буровому снаряду за допомогою вібратора придається коливальний рух, різко зменшує сили тертя між частками пухкої гірської породи і снарядом, і сприяє швидкому зануренню останнього в породу під дією власної ваги.